# Inflexiós pont

Az f(x) = x^{3} függvény inflexiós pontja a (0,0)-ban van. Az x = 0 pontban a függvénynek nincs szélsőértéke, mert az f'(x) > 0 minden más pontban, tehát a függvény mindenütt szigorúan monoton növekvő

Az inflexiós pont (vagy hajlási pont) a függvénytanban, függvények analízisénél használt kifejezés, azt a pontot jelenti, ahol a függvénygörbe görbületet vált. A görbe alakja az inflexiós pontban változik konkávból konvexbe, vagy fordítva. A gyakorlati életben, ha az ember egy járművel hajtana végig a görbén, akkor egy pillanatig egyenes haladási irányba lenne állítva a kormány, miközben a jármű jobbról balra, vagy balról jobbra fordul.

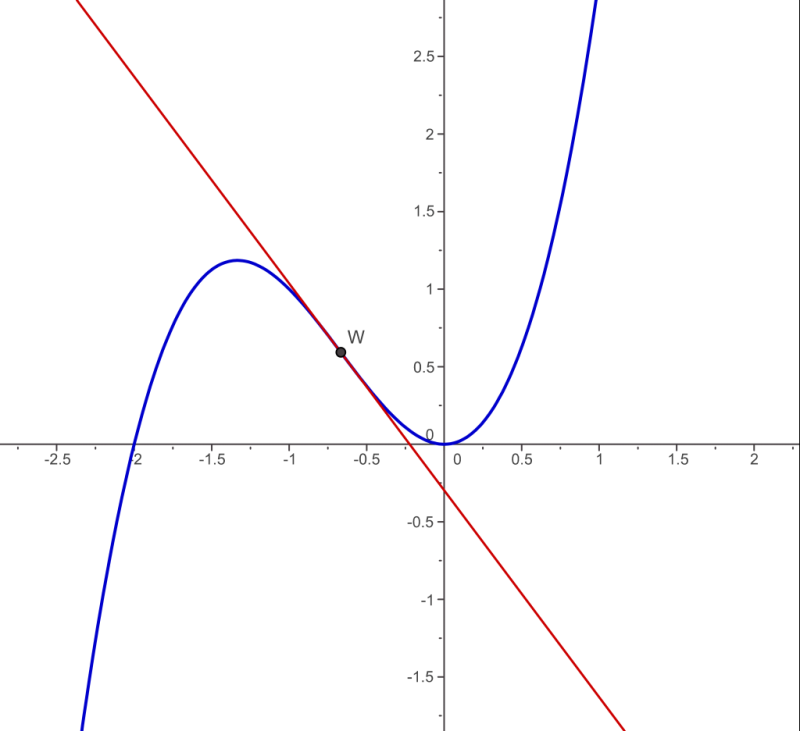
Az x^{3} + 2x^{2} függvény inflexiós pontja, és az inflexiós pontban a függvényhez húzott érintő

Az alábbi definíciók ekvivalensek:
- Ha az {\displaystyle f} függvénynek {\displaystyle x_{0}} pontban inflexiós pontja van, akkor az első deriváltjának {\displaystyle x_{0}}-ban szélsőértéke van: minimum vagy maximum (lehet csak helyi szélsőérték is)
- Az inflexiós pont az a pont a görbén, amelyben a második derivált előjelet vált (azaz az inflexiós pontban a második derivált függvényértéke nulla {\displaystyle f''(x_{0})=0}).
- A függvénygörbének az a pontja, amelybe ha érintőt húzunk, akkor az érintő egyenese átmetszi a függvényt az inflexiós pontban. Ezt könnyű belátni, ugyanis a konvex és konkáv része a grafikonnak csak az érintő különböző oldalán lehet.

## Feltételek az inflexiós pont létezéséhez

### Szükséges feltételek
- {\displaystyle f} legyen az {\displaystyle x_{0}} pont egy környezetében kétszer differenciálható
- {\displaystyle x_{0}} az inflexiós pont,
 ekkor:

{\displaystyle f''(x_{0})=0\,}

### Elégséges feltételek
- {\displaystyle f} függvény második deriváltja előjelet vált {\displaystyle x_{0}} pontban. Ha {\displaystyle f\,''(x)} pozitívból negatívba vált az inflexiós pontban, akkor {\displaystyle f\,(x)} konvexből konkávba vált, ha {\displaystyle f\,''(x)} negatívból pozitívba vált, akkor pedig {\displaystyle f\,(x)} konkávból konvexbe megy át.
- Legyen az {\displaystyle f} függvény {\displaystyle x_{0}} pont egy környezetében háromszor differenciálható. Ekkor ha {\displaystyle f\,''(x_{0})=0} és {\displaystyle f'''(x_{0})\neq 0}, akkor {\displaystyle x_{0}} inflexiós pont. Ha az {\displaystyle \,f'''>0}, akkor a függvénygörbe konkávból konvexbe, ha pedig {\displaystyle \,f'''<0} akkor konvexből konkávba vált.

Az inflexiós pont egy speciális, magasabb dimenziókban előforduló fajtája a nyeregpont. 
Amennyiben a függvény első deriváltja egy adott pontban szélsőértéket vesz fel, akkor abból következik, hogy abban a pontban a második derivált értéke nulla: {\displaystyle f''(x)=0}, de ez a feltétel (szükséges feltétel) önmagában még nem elegendő az inflexiós pont meglétéhez. Általánosan ennek megállapításához mindig szükség van a legutolsó még nem nulla deriváltfüggvény megvizsgálására.

## Példa
{\displaystyle {f(x)}={1 \over 3}\cdot x^{3}-2\cdot x^{2}+3\cdot x}
A függvény második deriváltja:
{\displaystyle {f''(x)}={2\cdot x-4}}
Ekkor teljesülnie kell, hogy:
{\displaystyle {f''(x)}=0={2\cdot x-4}}
Az eredmény {\displaystyle x=2}. (Itt lehet inflexiós pontja {\displaystyle f}-nek.)
Egyúttal 
{\displaystyle {f'''(x)}=2\,}
ami nem 0, azaz a függvénynek itt inflexiós pontja van.

## Különleges esetek
- {\displaystyle {f(x)}=(x-2)\cdot e^{|x|}}
Ennek a függvénynek a grafikonja görbületet vált az {\displaystyle x=0} pontban konvexből konkávba. Ennek ellenére ez nem inflexiós pont, mivel itt az első derivált nem létezik, tehát szélsőértéke sem lehet.

- {\displaystyle {f(x)}=x\cdot |x|}
Ennek a függvénynek az {\displaystyle x=0} pontban inflexiós pontja van, bár a nem létezik az {\displaystyle {f''(0)}\,}. Ennek ellenére az első deriváltnak, {\displaystyle {f'}\,}-nek {\displaystyle x=0}-ban minimuma van.